# Cesare Mirabelli
Cesare Mirabelli (Gimigliano, 29 dicembre 1942) è un giurista italiano, presidente della Corte costituzionale dal 23 febbraio al 21 novembre 2000 e già Consigliere generale della Pontificia commissione per lo Stato della Città del Vaticano.

## Biografia
Allievo di Pietro Gismondi, è stato magistrato, avvocato e professore ordinario di diritto ecclesiastico presso le Università di Parma, di Napoli e - dalla fondazione - di Roma Tor Vergata, nonché presso l'Università Europea di Roma, e di diritto costituzionale nella Pontificia Università Lateranense di Roma.
Nel 1984 è stato protagonista dell'accordo di revisione del Concordato lateranense.
È stato vicepresidente del Consiglio superiore della magistratura dal 1986 al 1990.
Eletto giudice costituzionale dal Parlamento in seduta comune il 14 novembre 1991, giura il 21 novembre 1991. È eletto presidente della Corte costituzionale il 23 febbraio 2000. Cessa dalla carica di presidente il 21 novembre 2000.
È stato direttore scientifico dell'Istituto regionale di studi giuridici del Lazio Arturo Carlo Jemolo.
Dal 2006 è membro del consiglio superiore della Banca d'Italia.
Dal 16 marzo 2005 al 29 dicembre 2022 ricopre la carica di consigliere generale della Pontificia commissione per lo Stato della Città del Vaticano.
Riveste la qualifica, in seno alla Federazione Italiana Giuoco Calcio, di componente della commissione di garanzia della giustizia sportiva, presieduta da Pasquale De Lise.